# Cybersquatting
Cybersquatting, registrering av domännamn som liknar någon annans varumärke för egen vinning.
En vanlig metod är att skapa en webbsida eller en hel webbplats som ser identisk ut som t.ex. startsidan på en banks webbplats, registrera det hela med en webbadress som liknar bankens egen och lura besökaren att skriva in sitt inloggningsnummer och lösenord och på så sätt stjäla pengar från personen. 